# Dead Reckoning (film)
Dead Reckoning is een film noir uit 1947 onder regie van John Cromwell. Humphrey Bogart en Lizabeth Scott hebben de hoofdrollen in de film. Scotts rol zou eigenlijk gespeeld worden door Rita Hayworth, maar haar schema liet dit niet toe, omdat ze al meespeelde in de film The Lady from Shanghai.

## Rolverdeling
| Acteur                 | Personage              |
| ---------------------- | ---------------------- |
| Humphrey Bogart        | Kapitein 'Rip' Murdock |
| Lizabeth Scott         | 'Dusty' Chandler       |
| Morris Carnovsky       | Martinelli             |
| Charles Cane           | Lt. Kincaid            |
| William Prince         | Sgt. Johnny Drake      |
| Marvin Miller          | Krause                 |
| Wallace Ford           | McGee                  |
| James Bell             | Vader Logan            |
| George Chandler        | Louis Ord              |
| Matthew 'Stymie' Beard | Beljongen              |